# 隆斯塔爾 (肯塔基州)
隆斯塔爾（英語：Lone Star）是位於美國肯塔基州哈特縣的一個非建制地區。

## 地理
隆斯塔爾所處的海拔為高於海平面270米（即886英呎），而該地所採用的時區為UTC-6，即北美中部時區（CST）。同時該地設有夏令時間，為UTC-6調快一小時，即UTC-5（CDT）。